# (36610) 2000 QR144
2000 QR144 (asteroide 36610) é um asteroide da cintura principal. Possui uma excentricidade de 0.04033220 e uma inclinação de 3.33697º.
Este asteroide foi descoberto no dia 31 de agosto de 2000 por LINEAR em Socorro.